# Isle of Wight
Isle of Wight (engelskt uttal: [ˌaɪləvˈwaɪt]) är en brittisk ö i Engelska kanalen, strax utanför Southampton på Englands sydkust. Den är med sina 380 km² riksdelen Englands största ö. Den skiljs från engelska fastlandet av sundet Solent och det går färjor mellan ön och fastlandet. Det finns linjer mellan Southampton och Cowes, Portsmouth och Ryde, Portsmouth och Fishbourne samt från Lymington till Yarmouth. Det finns också daglig trafik med svävare mellan Southsea och Ryde. Huvudort är Newport. Ön är tack vare sitt milda klimat ett populärt turistmål, något den har varit sedan viktoriansk tid, och den har kilometerlånga sandstränder.
Ön har en händelserik historia och har till och med (nominellt) varit självständigt kungarike under 1400-talet. Poeten Alfred Tennyson har bott på ön och drottning Victoria av Storbritannien byggde sitt sommarresidens Osborne House, där hon avled 1901, vid East Cowes. Öns maritima och industriella historia inkluderar båtbyggande, segelmakeri, flygbåtstillverkning samt testning och utveckling av Storbritanniens rymdraketer. Under 1970-talet hölls musikfestivalen Isle of Wight Festival på ön, vilken för tiden var ett av världens största rockevenemang. Denna festival har nyligen återupptagits. Ön har ett ovanligt djurliv och även en av de största dinosauriefossilsfyndigheterna i Europa.
Ön var tidigare en del av Hampshire; den blev ett självständigt grevskap 1890, men delade lordlöjtnant med Hampshire. 1974 fick ön en egen lordlöjtnant och blev därmed ett ceremoniellt grevskap. Med en enda parlamentsmedlem och 132 731 invånare enligt 2001 års folkräkning är ön också den största valkretsen i Storbritannien. Isle of Wight utgör en enhetskommun med både primär- och sekundärkommunala funktioner.

## Historia

### Förhistoria
Isle of Wight nämns för första gången i text i Geografike hyfegesis av Klaudios Ptolemaios.
Mot slutet av romerska rikets tid blev ön Vectis ett jutiskt kungarike och regerades av kung Stuf och hans efterträdare fram till år 661, då ön invaderades av Wulfhere av Mercia och tvångskonverterades till kristendom. Efter att Wulfhere lämnat ön återgick invånarna till hedendom.
År 685 invaderades ön av Cædwalla av Wessex och kan anses ha blivit en del av Wessex. Då Wessex anslöt sig till England blev den också en del av England. Ön lades då till grevskapet Hampshire och delades in i härader enligt normen. År 686 blev ön den sista delen av landet att slutgiltigt konvertera till kristendomen.
Ön led extremt kraftigt av vikingaräder. Alfred den stores flotta besegrade till slut danerna 871.

### Medeltiden

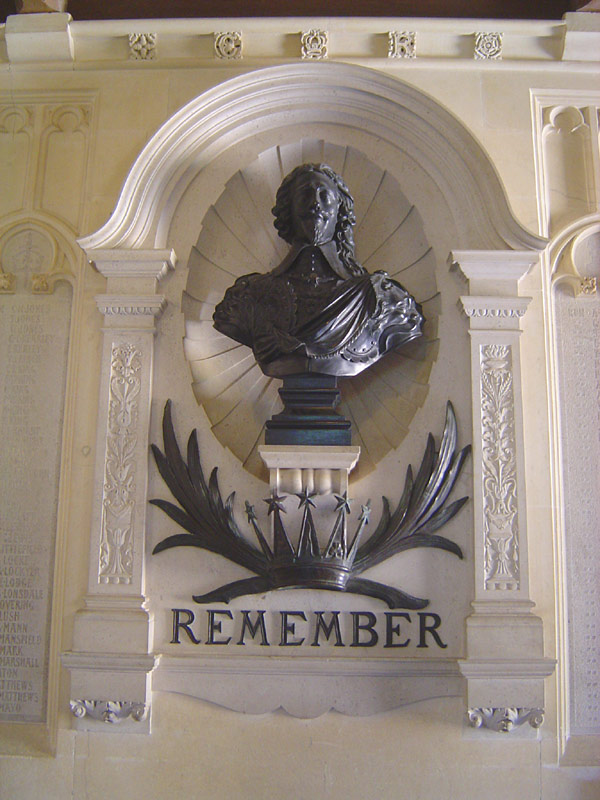
Minnesstaty av Karl I på Carisbrooke slott.

Den normandiska invasionen skapade titeln lord av Isle of Wight och Carisbrooke slott byggdes. Ön kom inte under fullständig engelsk kontroll förrän den såldes av den sista normandiske lorden, lady Isabella de Fortibus, på sin dödsbädd, till Edvard I 1293.
Titeln lord kom därefter att tillhöra kungen, med ett kort undantag då Henry de Beauchamp 1444 kröntes till kung av Isle of Wight, av Henrik VI personligen. Utan manlig ättling förföll dock den kungliga titeln vid Henry de Beauchamps död.
Henrik VIII, som utvecklade Storbritanniens flotta och dess permanenta bas i Portsmouth, befäste ön vid Yarmouth, östra och västra Cowes samt Sandown. Efter händelsen med den spanska armadan 1588, befästes även Carisbrooke slott 1597 och 1602.

### Inbördeskriget
Under det engelska inbördeskriget flydde kung Karl I till Isle of Wight, där han trodde att han skulle få stöd av guvernören, Robert Hammond. Hammond blev dock förskräckt, och fängslade kungen i Carisbrooke slott.

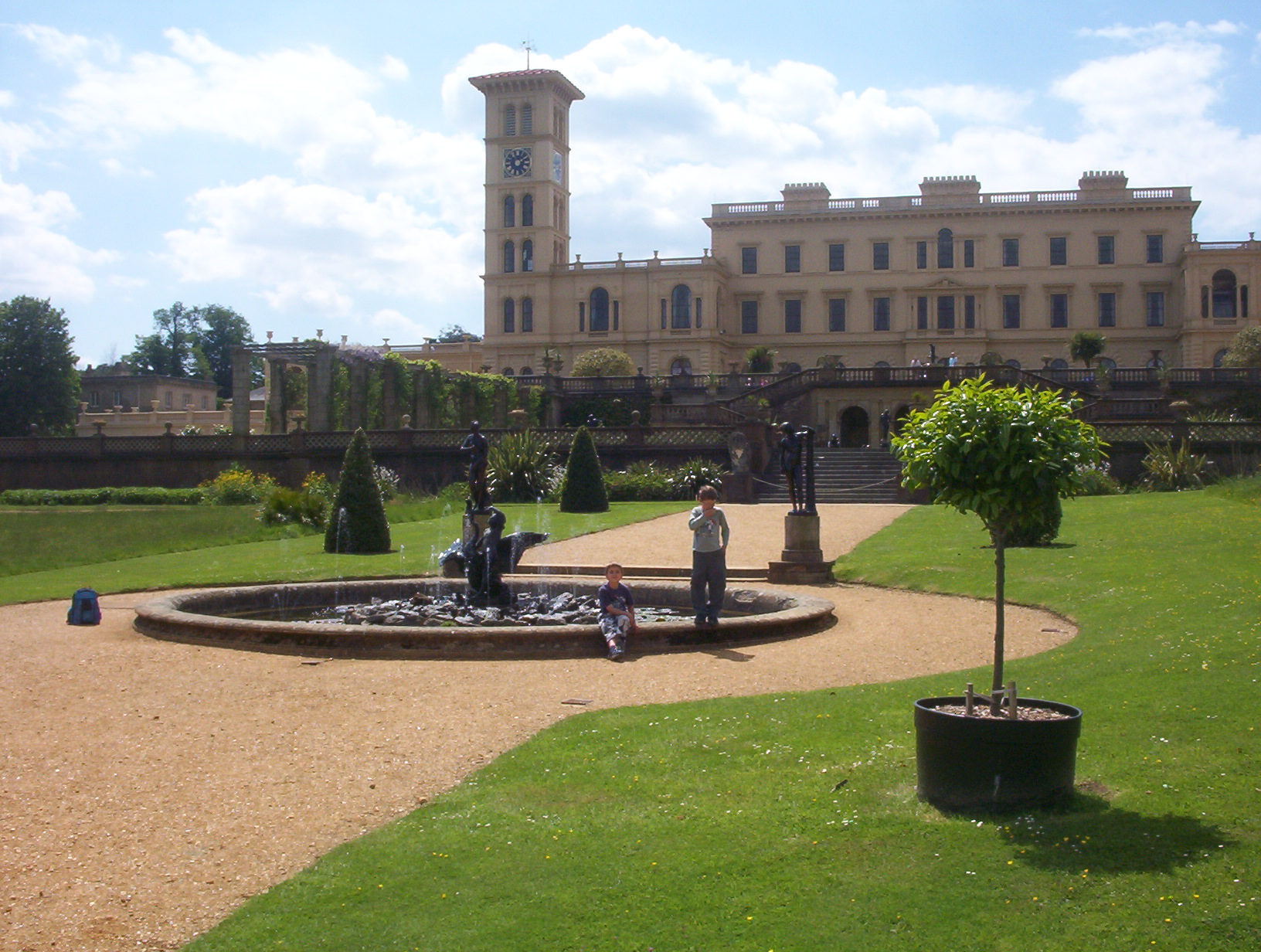
Osborne House och dess marker är idag öppna för allmänheten.

### Drottning Victoria
Drottning Victoria gjorde Osborne House på ön till sitt sommarhem under många år, och ön blev därför ett populärt resemål för fashionabla viktorianer, bland andra Alfred Tennyson, Julia Margaret Cameron, Charles Dickens (som skrev stora delar av David Copperfield där) och olika europeiska kungligheter.
Under hennes regeringstid installerades 1897 världens första radiostation av Guglielmo Marconi, vid öns västligaste punkt.

### Modern historia
Under andra världskriget drabbades ön av intensiv bombning. Med tanke på öns närhet till Frankrike var ett antal observationsstationer och sändare placerade på ön. Ön var också utgångspunkt för en av Operation Pluto-rörledningarna, som skulle föra bränsle till Normandielandstigningen.
Militärinstallationen The Needles-batteriet användes för att testa och utveckla rymdraketerna Black Arrow och Black Knight, som senare sköts upp från Woomera Test Facility i Australien.
Isle of Wight Festival hölls mellan 1968 och 1970. Festivalen 1970 har gjort sig känd för sitt stora antal besökare, enligt många uppskattningar uppemot 600.000. Den var även plats för en av Jimi Hendrix sista konserter. Festivalen återupplivades 2002 och har hållits årligen sedan dess.

## Fysisk geografi och djurliv

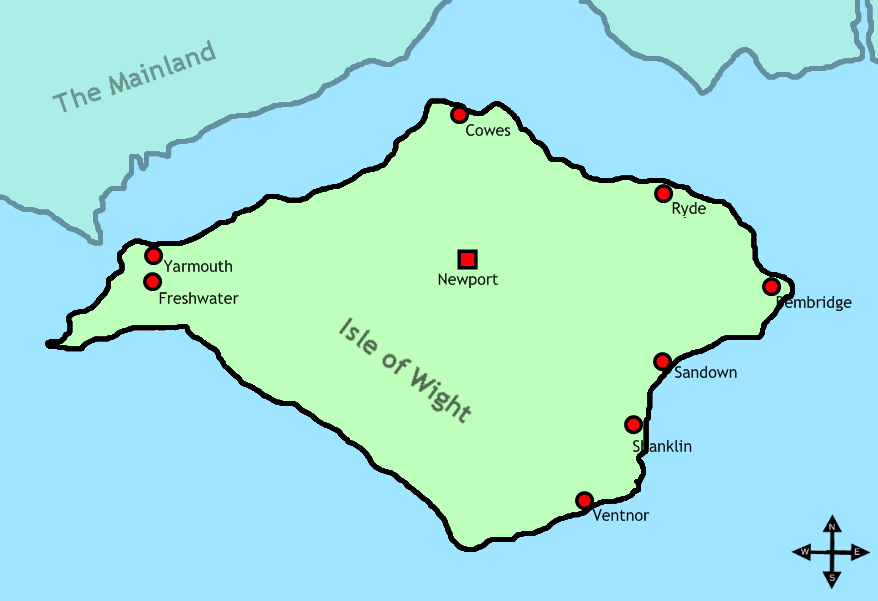
Karta över Isle of Wight

Isle of Wight är diamantformad och täcker en yta på 384  km². Lite mer än halva ön, huvudsakligen västra delen, definieras som en Area of Outstanding Natural Beauty. Ön utgörs av 258  km² åkermark, 52  km² bebyggt område och 92 km kustlinje. Öns landskap är ovanligt mångskiftande, vilket lett till smeknamnet "England i miniatyr". Västra delen är huvudsakligen lantlig, med dramatiska kustlinjer som domineras av kuperade kritplatåer, som löper längs hela ön och slutar vid The Needles. Den högsta punkten på ön är St Boniface Down på 241 meter över havet.

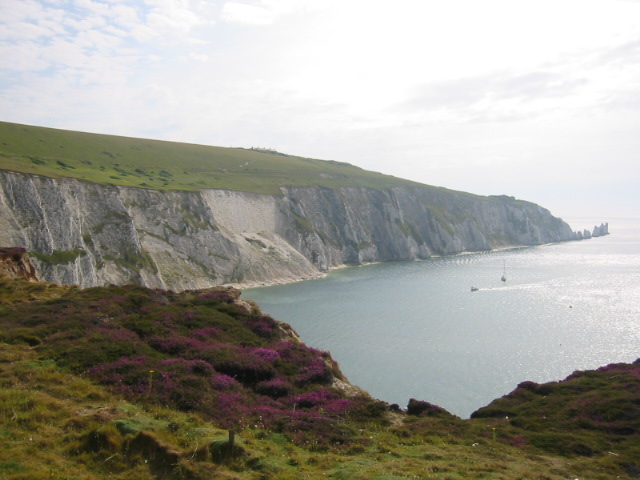
Utsikten vid The Needles och Alum Bay.

Resterande delar av ön uppvisar också en stor mångfald, kanske främst påtagliga vid de rundade klippor längs havet som är viktiga för öns djurliv. Dessa är också internationellt skyddade. Medinafloden flyter norrut ut i Solent, medan den andra huvudfloden, Eastern Yar, flyter åt nordöst och ut i havet vid Bembridge i öst. Det finns även en flod på öns västra del, vid namn Western Yar, som sträcker sig mellan Freshwater Bay till en relativt stor flodmynning vid Yarmouth.
Öns sydkust vetter åt Engelska kanalen och utan människans inverkan kunde havet mycket väl ha delat ön i tre delar, då havsvatten flyter in vid två olika platser:
- vid västra delen av ön där en strandbank med småsten skiljer Freshwater Bay från Western Yars sumpiga bakvatten och
- vid östra delen av ön där en tunn bit land delar Sandown Bay från Eastern Yars sumpiga flodområde.

Staden Yarmouth låg tidigare i praktiken på en egen ö, helt omgiven av vatten.
Ön är en av få platser i England där ekorren frodas, med en stabil stam. Till skillnad från övriga England, finns inga grå ekorrar på ön., och det finns heller inga vilda rådjur. Däremot finns flera sällsynta och skyddade arter på ön, såsom sovmöss och flera olika sällsynta fladdermöss.
En tävling år 2002 utsåg salepsroten till countyblomma.
Ön är känd för att innehålla många dinosauriefossiler. De eroderande klipporna avslöjar ofta tidigare okända fyndigheter.

### Klimat
Då det är en av de sydligaste delarna av Storbritannien, har Isle of Wight ett mildare klimat än de flesta övriga områden, vilket gör ön till ett viktigt turistmål, framförallt till semesterorterna i sydvästra delen av ön.
|                           | Jan | Feb | Mar | Apr | Maj | Jun | Jul | Aug | Sep | Okt | Nov | Dec |
| ------------------------- | --- | --- | --- | --- | --- | --- | --- | --- | --- | --- | --- | --- |
| Genomsnitt högsta (°C)    | 9   | 9   | 10  | 13  | 16  | 18  | 20  | 21  | 19  | 15  | 12  | 10  |
| Genomsnitt lägsta (°C)    | 3   | 3   | 4   | 7   | 9   | 12  | 14  | 14  | 12  | 9   | 6   | 4   |
| Medel (°C)                | 6   | 6   | 7   | 10  | 13  | 15  | 17  | 17  | 15  | 12  | 9   | 7   |
| Genomsnitt nederbörd (mm) | 89  | 61  | 66  | 48  | 56  | 53  | 41  | 56  | 66  | 79  | 84  | 89  |

## Geologi

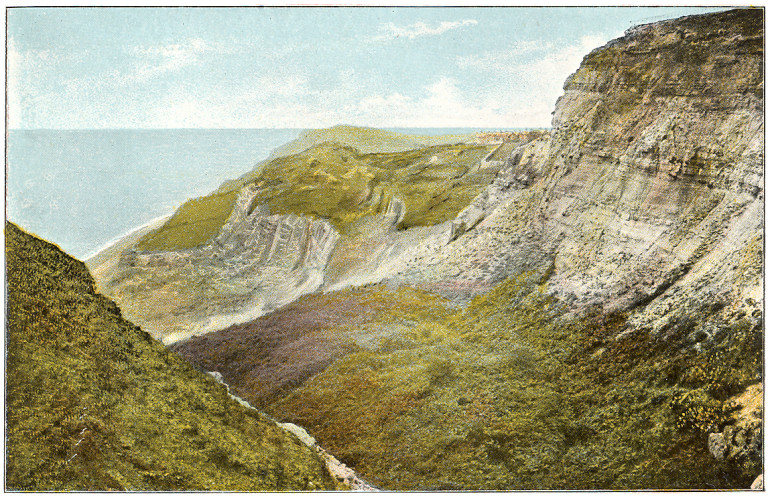
Blackgang Chine cirka 1910.

Isle of Wight består av en stor mångfald av bergarter från tidig krita till mitten av paleogen. Alla stenarter på ön är sedimentära, det vill säga skapade av mineraler från tidigare bergarter. Vanliga bergarter på ön är kalksten och sandsten.
Bergarter från kritaperioden, vanligtvis röda, visar att klimatet på ön tidigare varit varmt och torrt, vilket gav gynnsamma levnadsförhållanden för dinosaurier. Dinosaurieben och -fotspår kan också ses i berggrunden runt öns stränder, speciellt vid Yaverland och Compton Bay.

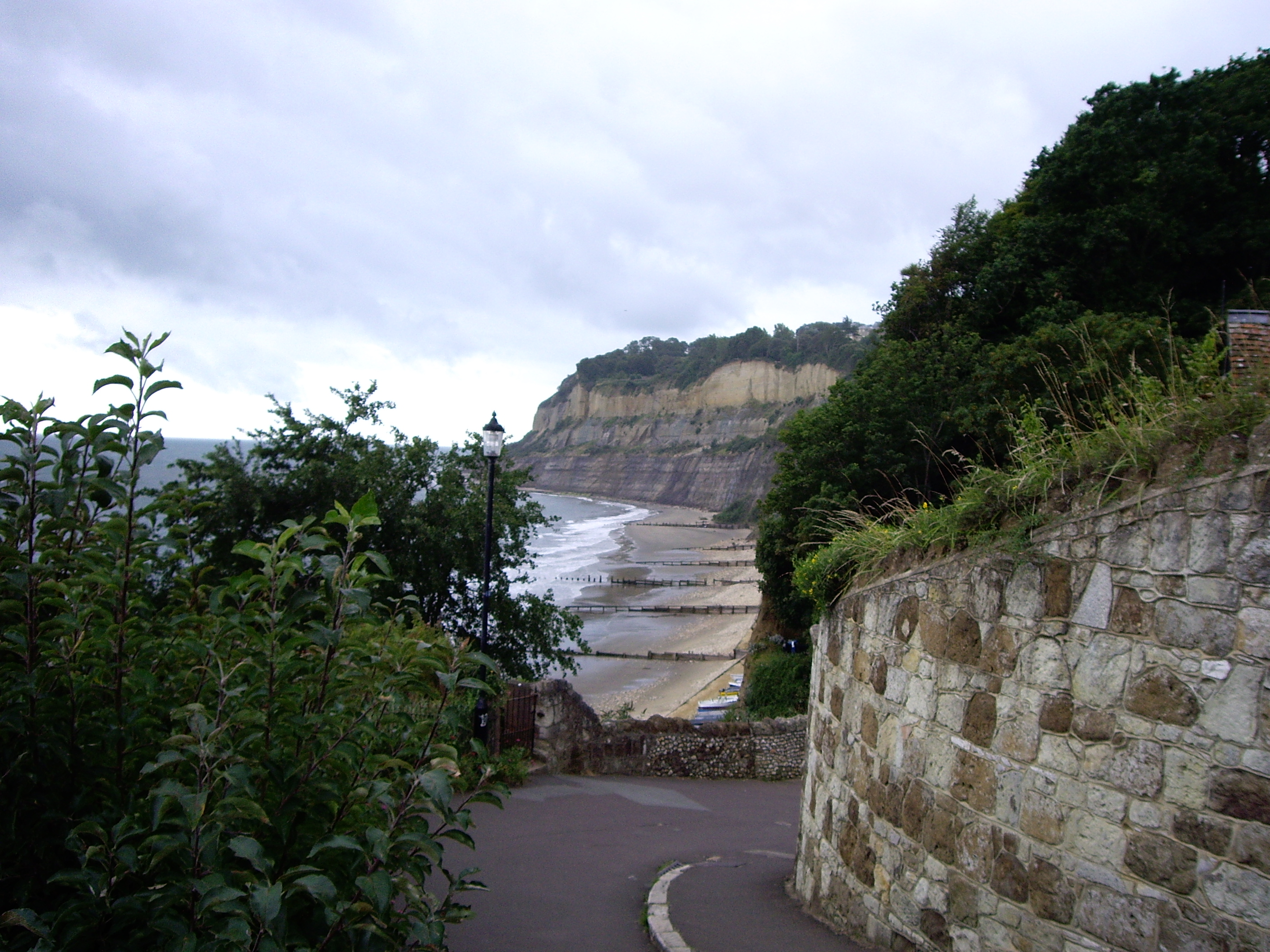
Vy västerut från Shanklin Chine i Shanklin.

## Orter
Det finns nio större orter på Isle of Wight. De flesta ligger på östra sidan av ön och längs kusten. Den största orten är Ryde med 26.152 invånare, medan Newport är huvudstad och ligger mitt på ön. Det går vägar från de flesta orter rakt till Newport, vilket gör orten till öns servicecentrum. 
| Ort              | Befolkning |
| ---------------- | ---------- |
| Ryde             | 26 152     |
| Newport          | 23 957     |
| Cowes/East Cowes | 16 925     |
| Shanklin         | 8 055      |
| Ventnor          | 7 000      |
| Sandown          | 5 299      |
| Brading          | 2 077      |
| Yarmouth         | 855        |

Utöver dessa finns flera mindre byar längs kusten, speciellt då på östra sidan. Det finns också en mängd mindre byar. Vissa av dessa, exempelvis Godshill, lockar också många turister.